# Žito (tvrtka)
Žito je jedna od najvećih i najznačajnijih prehrambenih tvrtki u Republici Hrvatskoj koja objedinjuje poljoprivrednu proizvodnju, preradu i distribuciju. Tvrtka je vertikalno integrirana i kontrolira cijeli lanac proizvodnje od poljoprivrednih sirovina do finalne prehrambene industrije. „Žito grupa” najveći je proizvođač jaja i najveći prerađivač zrna uljarica u Hrvatskoj. U obrađivanju zemlje i uzgoju svinja zauzima drugo mjesto po veličini u Hrvatskoj.
Poljoprivredne kulture „Žito grupa” uzgaja na više od 17 800 hektara obradivih površina, dok se dodatno urodi otkupljuju sa 60 000 hektara zemljišta u vlasništvu kooperanata. Ovakav opseg čini „Žito” drugim po veličini obrađivačem poljoprivrednog zemljišta u Hrvatskoj. Godišnja proizvodnja premašuje 300 000 tona ratarskih kultura, uključujući žitarice, uljarice i industrijsko bilje.
Svinjogojstvo predstavlja jednu od najvažnijih djelatnosti Grupe s nizom usko specijaliziranih farmi koje pokrivaju sve faze od reprodukcije do tova. Godišnje se uzgoji 175 000 tovljenika, što „Žito” čini drugim po veličini proizvođačem svinja u Hrvatskoj.
Govedarstvo obuhvaća proizvodnju mlijeka i tov junadi. U sektoru mliječnog govedarstva uzgaja se 2100 muznih krava s godišnjom proizvodnjom od oko 21 milijun litara mlijeka, dok se u tovnom govedarstvu uzgaja 5000 grla tovne junadi.
Industrija se nadovezuje na ratarsku i stočarsku proizvodnju. Grupaciju čine: mesna industrija, tvornica ulja, pogon dorade sjemenske robe, tvornica hrane za životinje „Vitalka” te proizvodnja električne energije.
U lipnju 2025. godine Žito grupa pokrenula je javnu ponudu dionica koja traje od 27. lipnja do 9. srpnja 2025. Ponuda uključuje 25 % plus jednu dionicu (ukupno 6 651 920 dionica) po cijeni između 18,50 i 22 eura po dionici. Procjenjuje se da će vrijednost dioničkog kapitala iznositi između 469 i 558 milijuna eura.
Kompaniju vodi Marko Pipunić s obitelji, uključujući kćeri Josipu Pipunić koja je odgovorna za projekte poput hotela „Materra” u Čepinu.